# Nematanthus perianthomegus
Nematanthus perianthomegus là một loài thực vật có hoa trong họ Tai voi. Loài này được (Vell.) H.E. Moore mô tả khoa học đầu tiên năm 1973.